# 山东媒体列表

## 报纸
- 大众报业集团
  - 大众日报
  - 农村大众报
  - 齐鲁晚报
  - 生活日报
  - 鲁中晨报
  - 半岛都市报
  - 经济导报
  - 城市信报
  - 现代交通报
  - 山东法制报
  - 大众日报海外版(北美地区)
  - 大众日报海外版(南美地区)
  - 大众日报海外版(印尼)
  - 沂蒙晚报
  - 鲁南商报
  - 潍坊晚报
  - 山东青年报
  - 新晨报
  - 蓝色快报（已停刊）

- 济南报业集团
  - 济南日报
  - 济南时报
  - 都市女报(壹星期)
  - 当代健康报
  - 人口导报

- 鲁商集团
  - 山东商报

- 莱芜报业传媒集团（已合并至济南报业集团）
  - 莱芜日报（已停刊）
  - 鲁中晨刊（已停刊）

- 青岛报业传媒集团
  - 青岛日报
  - 青岛晚报
  - 青岛早报
  - 老年生活报
  - 青岛画报
  - 读报参考

- 淄博报业传媒集团
  - 淄博日报
  - 淄博晚报

- 枣庄日报社
  - 枣庄日报
  - 枣庄晚报

- 东营日报社
  - 东营日报
  - 黄河口晚刊

- 烟台日报传媒集团
  - 烟台日报
  - 烟台晚报
  - 今晨6点（已停刊）
  - 华夏酒报

- 潍坊日报社
  - 潍坊日报
  - 潍坊晚报

- 济宁报业传媒集团
  - 济宁日报
  - 济宁晚报

- 泰安报业传媒集团
  - 泰安日报

- 威海报业集团
  - 威海日报
  - 威海晚报
  - 威海法制报

- 日照日报社
  - 日照日报
  - 黄海晨刊

- 临沂日报报业集团
  - 临沂日报
  - 沂蒙晚报
  - 鲁南商报
  - 东方青年

- 德州日报社
  - 德州日报
  - 德州晚报

- 聊城日报报业集团
  - 聊城日报
  - 聊城晚报

- 滨州传媒集团
  - 滨州日报
  - 渤海晨刊
  - 鲁北晚报

- 菏泽日报社
  - 菏泽日报
  - 牡丹晚报

## 杂志
- 大众报业集团
  - 青年记者
  - 城色
  - 成长先锋

- 烟台日报传媒集团
  - 阅读文摘
  - 37°女人
  - 优格
  - 新闻人物

- 临沂日报报业集团
  - 东方青年

## 电视广播
- 山东广播电视台（12个免费电视频道，3个收费电视频道，8个广播频道）
- 山东教育电视台
- 济南广播电视台（7个电视频道，8个广播频道）
- 青岛市广播电视台（8个免费电视频道，1个收费电视频道，9个广播频道，8个附属区市电视频道，7个附属区市广播频道）
- 淄博市广播电视台（6个电视频道，4个广播频道）
- 枣庄人民广播电台
- 烟台广播电视台（7个电视频道）
- 潍坊广播电视台（4个电视频道）
- 济宁广播电视台（3个电视频道，3个广播频道）
- 泰安市广播电视台（2个电视频道，2个广播频道）
- 威海广播电视台
- 日照广播电视台
- 临沂市广播电视台（5个电视频道）
- 德州广播电视台（4个电视频道，4个广播频道）
- 聊城广播电视台（2个电视频道，3个广播频道）
- 滨州电视台
- 菏泽市广播电视台